# Porte des Postes (metrostation)
Het metrostation Porte des Postes is een station van metrolijn 1 en metrolijn 2 van de metro van Rijsel. De naam komt van het plein "Place de la Porte des Postes" waar het metrostation zich onder bevindt. Samen met het station Gare Lille-Flandres is Porte des Postes een van de twee stations waar de metrolijnen 1 en 2 elkaar kruisen. Op 2 mei 1984 werd het station geopend voor lijn 1 en op 3 april 1989 werd lijn 2 toegevoegd. De metro neemt tussen dit station en het station Porte de Valenciennes de route over van de oude vestingsmuren uit de 19e eeuw (die tegenwoordig vervangen zijn door boulevards). Elk station op deze route bevindt zich dicht bij een van de oude stadspoorten en heeft haar naam daar aan te danken.
Het metrostation Porte des Postes is het op een na meest gebruikte station van het Ilévia netwerk.